# Treating
No contexto social do namoro, treating é a prática de oferecer companhia e atividade íntima em troca de passeios, presentes e outros itens de valor monetário. A atividade era predominante nas grandes áreas urbanas dos Estados Unidos entre as décadas de 1890 e 1940 e era mais comumente praticada por jovens mulheres da classe trabalhadora. À medida que o treating se popularizou, passou a ser rotulado como "charity", e as jovens que se envolviam nos aspectos mais ousados da prática eram frequentemente chamadas de charity girls.
Embora alguns reformadores do início do século XX equiparassem o treating à prostituição, as jovens que se envolviam na atividade rejeitavam fortemente essa visão, fazendo distinções claras entre ambas. Com o estabelecimento dos encontros sociais entre os sexos na década de 1920, o treating passou a se fundir com o sistema de namoro e, na década de 1940, a terminologia específica havia, em grande parte, desaparecido.

## Etimologia e uso
A palavra "treating" surgiu como um termo político, em que o ato de "oferecer" era entendido como meio de influenciar pessoas e obter benefícios. No uso moderno, define-se geralmente como o ato de fornecer gratuitamente comida, bebida e entretenimento a um indivíduo ou grupo. Acredita-se que o emprego da palavra como verbo em contexto social tenha se originado no ambiente masculino dos saloons, onde indivíduos se ofereciam outra rodada de bebidas. Por volta do início do século XIX, jovens mulheres da classe trabalhadora, que buscavam uma linguagem para suas interações e negociações com os homens, adotaram o termo. De forma similar à atividade nos saloons, a prática de "to treat" evoluiu para significar o ato de fornecer algo por um homem a uma mulher, sendo esta a receptora do "treat".

## Origem
O treating surgiu com o advento do tempo de lazer no final do século XIX, período em que diversões acessíveis nas cidades ofereceram a homens e mulheres da classe trabalhadora oportunidades para desfrutar de novos aspectos da vida urbana, longe dos apertados aglomerados habitacionais e dos ambientes de trabalho barulhentos e opressivos. Para as jovens, a questão era como arcar com os custos dos novos entretenimentos, e uma solução que se apresentou foi o treating.
No final do século XIX, locais de entretenimento econômicos, como salões de dança públicos, parques de diversões e cinemas do tipo nickelodeon, surgiram e prosperaram nas grandes cidades americanas. Ao mesmo tempo, a mudança nos costumes sociais permitiu que mais jovens mulheres, que antes precisavam ser acompanhadas em público, tivessem maior liberdade para sair sozinhas ou em grupos do mesmo sexo. Apesar de as diversões acessíveis exercerem forte atrativo, sair continuava difícil para as jovens da classe trabalhadora devido aos baixos salários – parte dos quais era, frequentemente, destinado ao sustento familiar. Essa questão financeira era resolvida de diversas formas: algumas mulheres abstenham-se de sair ou restringem suas saídas a ocasiões especiais, enquanto outras dependiam de amigos ou de seus parceiros masculinos para financiar seus momentos de lazer. Inevitavelmente, conforme mais jovens mulheres passaram a sair regularmente, tornou-se necessário depender dos homens para obter entretenimento, o que levou à emergência da prática do treating.

## Troca por escambo
A prática do treating variava desde uma troca inocente por escambo até formas mais escandalosas. Era considerada uma atividade inofensiva quando ocorria entre um casal "estável" e mais ousada quando realizada de forma casual. Muitas vezes, a troca no treating era fruto de um entendimento tácito, com comunicação sutil. Mesmo com pouca comunicação, as jovens compreendiam bem que, de certa forma, estavam em dívida com os homens que as tratavam. Assim como em qualquer interação de casal – seja tácita ou explícita – o resultado por vezes agradava ambas as partes e, em outras, não. Em certas ocasiões, devido a homens serem enganados por mulheres que desapareciam após uma refeição ou uma saída, a troca tornava-se mais direta, como quando um homem perguntava explicitamente o que receberia em contrapartida. Diferentemente da prostituição, no treating não havia garantia de que o homem obteria o que desejava.
Jovens mulheres que buscavam mais na troca – roupas, sapatos, joias ou o pagamento de contas – frequentemente recorriam às formas mais ousadas do treating, que podiam incluir ser buscada em um salão de dança ou outro local e oferecer companhia para a noite, até mesmo com favores sexuais. Essas mulheres eram denominadas charity girls. O uso de dinheiro em espécie era extremamente raro na transação, pois seria considerado um aspecto da prostituição. As jovens que praticavam o treating não se viam como prostitutas, estabelecendo distinções claras entre as duas, embora frequentemente transitassem na tênue linha entre ser tratada e ser remunerada por sua intimidade.
O treating era predominantemente praticado por jovens mulheres da classe trabalhadora e raramente adotado por mulheres de classe média ou alta, que geralmente podiam arcar com seus próprios entretenimentos. A atividade restringia-se, em sua maioria, às grandes áreas urbanas dos Estados Unidos, onde os locais de entretenimento eram concentrados e ofereciam um grau de anonimato contra familiares intrometidos e vizinhos vigilantes. Diferentemente do gold digging, o treating era, fundamentalmente, uma prática de namoro utilizada para aproveitar os prazeres da vida urbana e, talvez, adquirir alguns itens pessoais desejados. Embora algumas mulheres tenham levado a "caridade" a um patamar superior, encontrar um homem rico para casar ou tornar-se amante não era, em geral, o objetivo da troca.

## Problema social
À medida que a prática do treating entre jovens mulheres se tornava mais conhecida, atraiu a atenção de reformadores e de esquadrões especializados em crimes, que se alarmaram com a atividade. Para alguns, tratava-se de nada menos que pura prostituição. Locais de entretenimento, como salões de dança onde jovens homens e mulheres interagiam, passaram a ser rigorosamente fiscalizados. Os salões do tipo taxi-dance, onde jovens anfitriãs podiam ser dançadas mediante uma modesta quantia por dança – geralmente dez centavos – despertaram a especial ira dos reformadores, levando ao fechamento de alguns estabelecimentos.

## Treatingna cultura popular
A protagonista do musical da Broadway Sweet Charity, Charity Hope Valentine, era uma taxi-dancer e provavelmente uma charity girl. Na peça, a personagem-título é excessivamente "caridosa", mas possui um coração de ouro. O musical foi posteriormente adaptado para o filme de mesmo nome, dirigido por Bob Fosse.
Na obra Breakfast at Tiffany's de Truman Capote, as atividades de namoro da protagonista Holly Golightly assemelham-se ao treating. Sem emprego, para sustentar seu estilo de vida em New York City, ela depende de presentes e do apoio dos homens em sua vida. Em entrevista concedida em março de 1968 à Playboy, Capote afirmou que Holly não era uma prostituta, classificando-a – e outras jovens semelhantes – como "autênticas geishas americanas". Ele observou que "se [Holly] quisesse, poderia levar seu acompanhante para casa à noite." Capote, que escreveu Breakfast at Tiffany's no final dos anos 1950, pode não ter percebido que o comportamento que atribuía a Holly já fora conhecido como treating, visto que a terminologia anterior havia praticamente desaparecido do vernáculo americano. Em 1961, a obra foi adaptada para o filme de mesmo nome, dirigido por Blake Edwards e estrelado por Audrey Hepburn como Holly.

## Leitura complementar
- McBee, Randy D. Dance Hall Days: Intimacy and Leisure among Working-Class Immigrants in the United States (New York: New York University Press, 2000)
- Peiss, Kathy. Cheap Amusements: Working Women and Leisure in Turn-of-the-Century New York (Temple University Press, 1986)
- Antonizzi, Barbara. The Wayward Woman: Progressivism, Prostitution, and Performance in the United States, 1888–1917 (Fairleigh Dickinson University Press, 2014)